# Silvia Cartwright

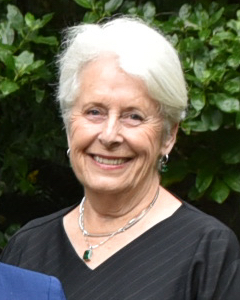
Silvia Cartwright, 2011

Dame Silvia Rose Cartwright ONZ PCNZM DBE QSO DStJ (geborene Poulter, * 7. November 1943 in Dunedin, Neuseeland) war Richterin am High Court (oberstes Gericht) und von April 2001 bis August 2006 zweiter weiblicher Generalgouverneur von Neuseeland.
Im Jahr 1967 hat sie den Abschluss Bachelor in den Rechtswissenschaften an der University of Otago gemacht. 1989 wurde sie die erste Richterin am neuseeländischen Chief District Court und 1993 als erste Frau in den neuseeländischen High Court berufen. Die University of Waikato verlieh ihr 1994 die Ehrendoktorwürde.
Seit 2006 ist Cartwright eine von zehn internationalen Richtern am hybriden Strafgerichtshof zur Aufarbeitung der im Zeitraum von 1975 bis 1979 begangenen Verbrechen der Roten Khmer in Kambodscha, den Außerordentlichen Kammern an den Gerichten von Kambodscha mit Sitz in Phnom Penh.
1989 wurde sie als Dame Commander des Order of the British Empire und 2001 als Principal Companion des New Zealand Order of Merit ausgezeichnet. Sie ist verheiratet.